# 本·牛顿
本·牛顿（英語：Ben Newton，1988年2月14日—），澳大利亚男子轮椅橄榄球运动员。他曾代表澳大利亚参加2012年夏季残疾人奥林匹克运动会轮椅橄榄球比赛，获得一枚金牌。